# Lanzarote-Grial

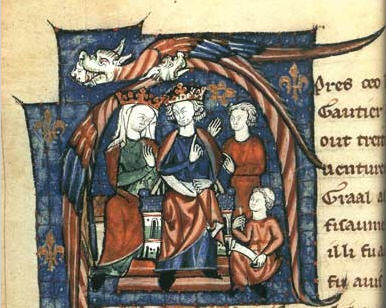
Leonor de Aquitania y Enrique II atienden al relato de la historia de Lanzarote. Ms. fr. 123 fol. 229.

Los libros Lanzarote-Grial, también conocidos como el ciclo de La Vulgata o Pseudo-Map, son una de las mayores fuentes de la leyenda del rey Arturo. Se trata de una serie de cinco volúmenes (siete u ocho en ediciones modernas) escrita en prosa en Francia, presumiblemente en el siglo XIII.
La obra relata la historia de la búsqueda del Santo Grial por los caballeros de la Mesa Redonda, así como el romance entre Sir Lanzarote del Lago y la reina Ginebra. Su autoría fue erróneamente atribuida al galés Walter Map, pero esta hipótesis es débil porque la fecha de la muerte de Map (1210) lo descarta como autor. El Lanzarote-Grial es una de las mayores fuentes en que se apoyó Thomas Malory para su obra Le Morte d'Arthur.
De las cinco secciones de la obra, se piensa que las primeras en ser escritas fueron las últimas tres:

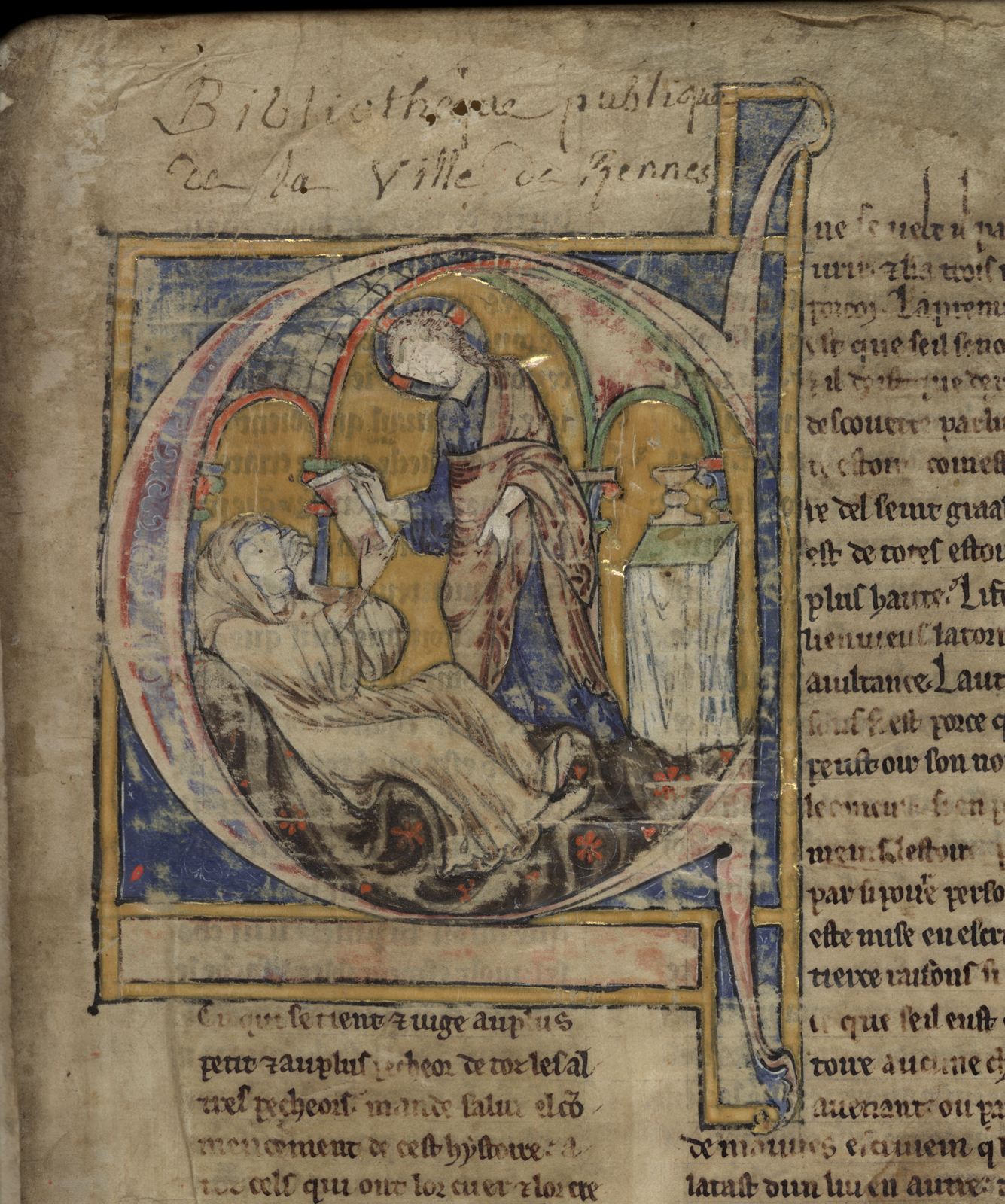
Página de un manuscrito de la obra. Ca. 1220. Biblioteca Municipal de Rennes.

- Estoire del Saint Graal (Historia del Santo Grial), sobre José de Arimatea y su hijo Josefo llevando el Grial a Inglaterra.
- Estoire de Merlin (también llamado el Merlin en prosa), sobre el mago Merlín, su nacimiento, sus prodigios y los primeros días de Arturo.
  - A esta sección se le añade la continuación Suite du Merlin, que narra, entre otras cosas, la muerte del mago a manos de su pupila Nimue (aquí llamada Nivianne).
- Lancelot propre (Lanzarote), es la sección más larga. Relata las aventuras de Sir Lanzarote y los otros caballeros de la mesa redonda, culminando con el amorío entre Ginebra y Lanzarote.
- Queste del Saint Graal (Demanda del Santo Graal), sobre la búsqueda del Grial, y su hallazgo por Galahad.
- Mort Artu (Muerte de Arturo), sobre cómo el Hada Morgana le contó a Arturo que su mujer le era infiel, la muerte de Arturo a manos de Mordred, la caída del reino y el descanso del Rey en Ávalon cuidado por Morgana.

A las últimas tres secciones se las conoce también como Lanzarote en prosa, aunque es frecuente encontrar a este nombre como denominación del conjunto de cinco secciones. La obra fue seguida por la aparición del ciclo Post-Vulgata.